# 準詐欺罪
準詐欺罪（じゅんさぎざい）とは、刑法に規定された犯罪の一つである。18歳未満の児童の知慮浅薄又は人の心神耗弱に乗じて、財物を交付させ、又は財産上不法の利益を得、若しくは他人にこれを得させることを内容とする（248条）。この犯罪を行ったものは10年以下の拘禁刑に処せられ、犯罪行為によって得た物は没収、追徴される（19条、20条）。未遂も罰せられる（250条）。
欺罔行為が行われておらず、詐欺罪（246条）の規定で捕捉しきれないが、相手方の意思に瑕疵の有る状態を利用する点で詐欺罪に類似するという点に鑑みて、詐欺罪に準ずる犯罪類型として処罰することを目的としている。
なお、交付のための意思能力自体がない幼児や高度の精神障害者を欺いて財物を奪う行為は窃盗罪（235条）となる。